# Patrycja Gulak-Lipka
Patrycja Gulak-Lipka, née le 16 mai 1982 à Olsztyn (Pologne), est une joueuse polonaise de basket-ball mesurant 1,93 m et évoluant au poste de pivot.
Alors que Charleville cherchait à engager un pivot, le club a entamé la saison avec l'ailière forte serbe Bojana Vulić, remerciée fin décembre 2010 et remplacée par Patrycja Gulak-Lipka.

## Clubs
| Saisons   | Équipe                      | Pays       |
| 2005-2006 | Université du Massachusetts | États-Unis |
| 2006-2006 | CB San José                 | Espagne    |
| 2007-2008 | Lotos Gdynia                | Pologne    |
| 2008-2008 | Torun                       | Pologne    |
| 2011      | Flammes Carolo basket       | France     |
| 2011-2012 | Alcamo                      | Italie     |
| 2012-2013 | Cestistica Azzurra Orvieto  | Italie     |